# Modio (copricapo)

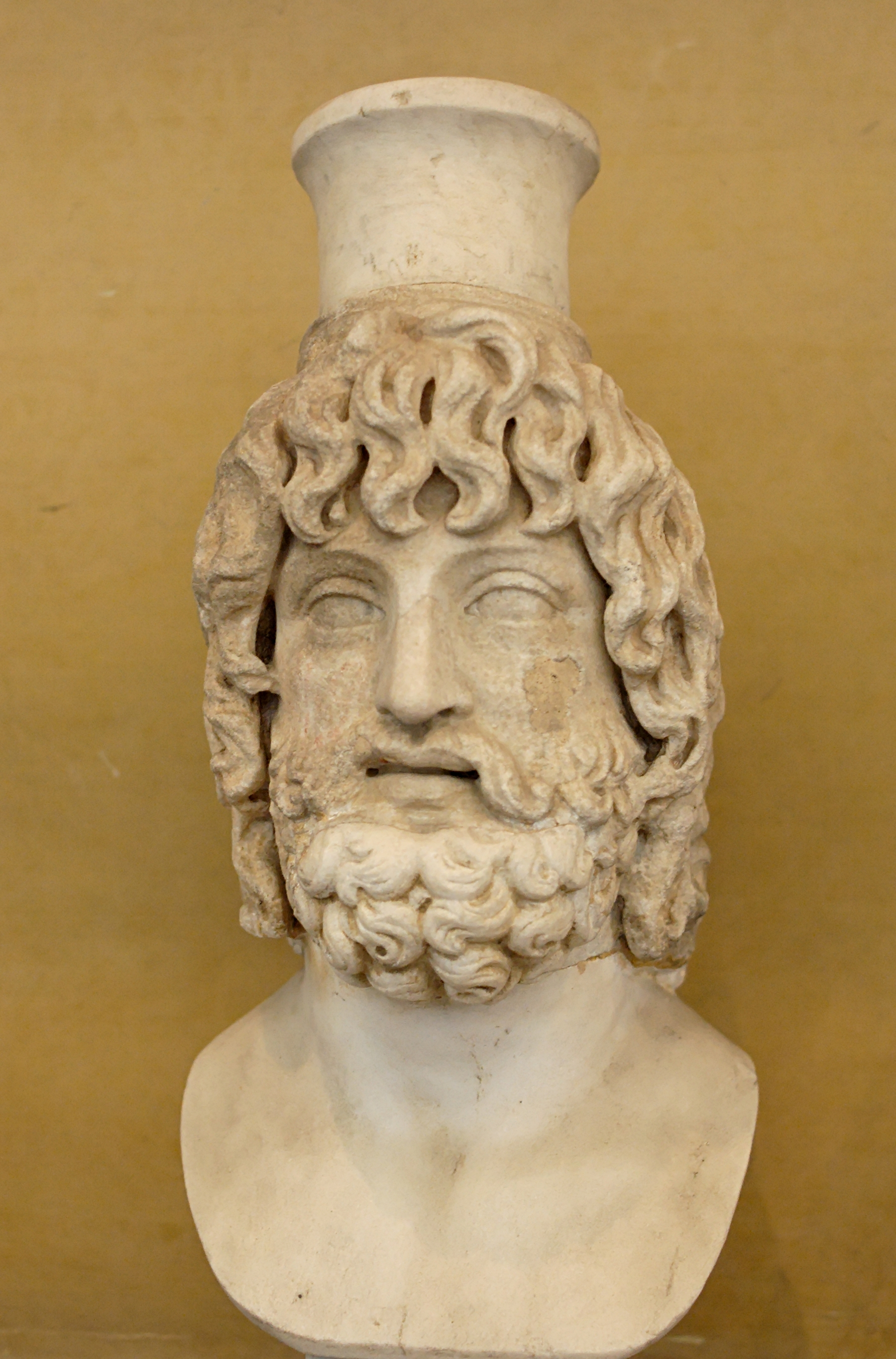
Busto di Serapide che indossa il modio

Il modio è un tipo di copricapo, o corona, a forma di cilindro con un'estremità piana, che si riscontra nell'arte egizia e in quella del mondo greco-romano.
Il nome è stato coniato dagli studiosi moderni per via della somiglianza con l'omonimo contenitore usato in antichità come unità di misura delle granaglie.
Il modio è indossato da alcune divinità, tra cui Mut, divinità eleusine e i loro equivalenti romani, Artemide efesina e alcune altre sue forme, Ecate e Serapide. Quando indossato da alcune divinità, esso è una rappresentazione della fertilità.
Un alto modio, variamente ornato con simboli, motivi vegetali e ureo, fa parte del complesso copricapo con cui venivano ritratte le regine egizie. Esso era anche il copricapo distintivo dei sacerdoti di Palmira.